# جنگل اشپری

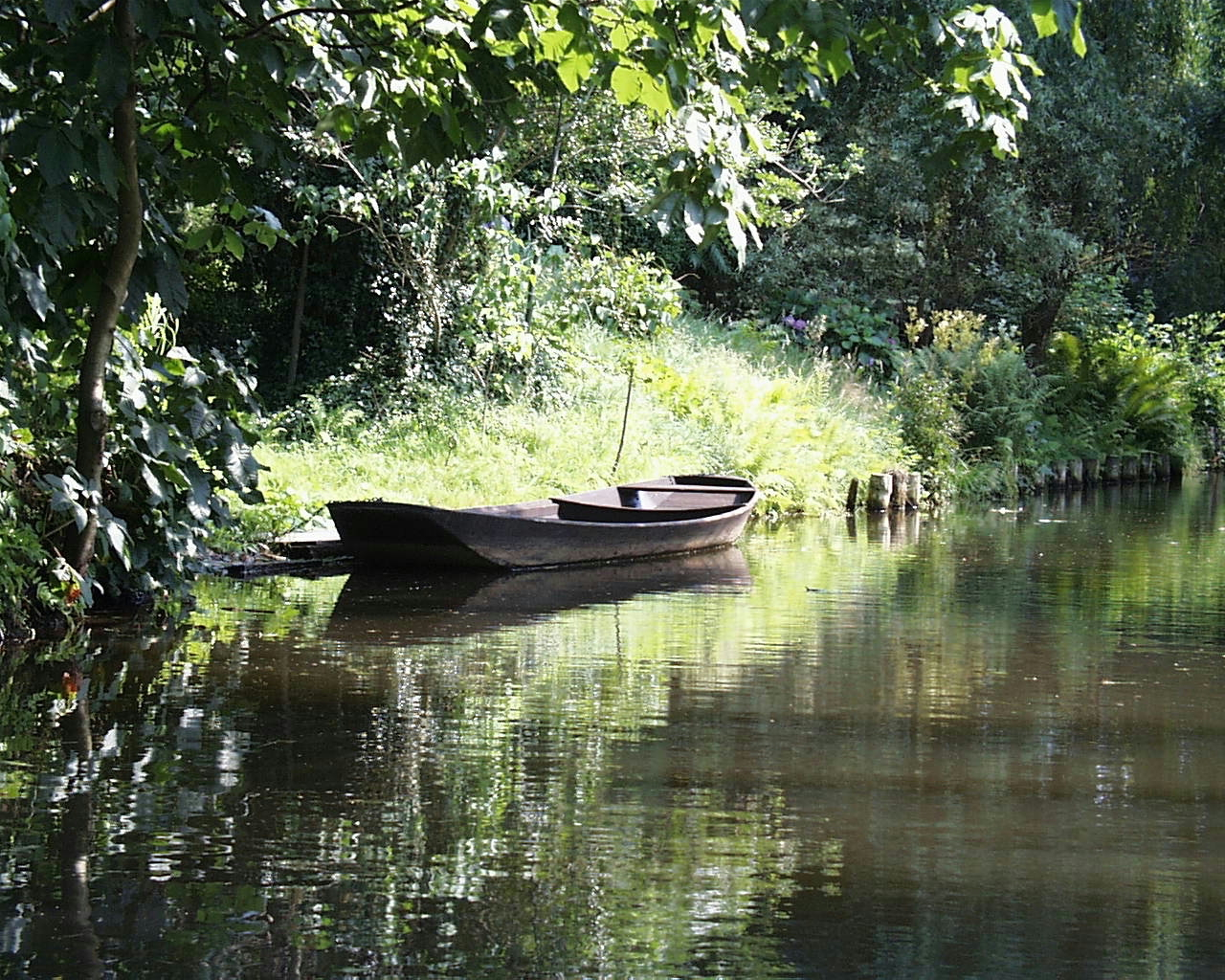
قایق معمولی در اشپری‌والد

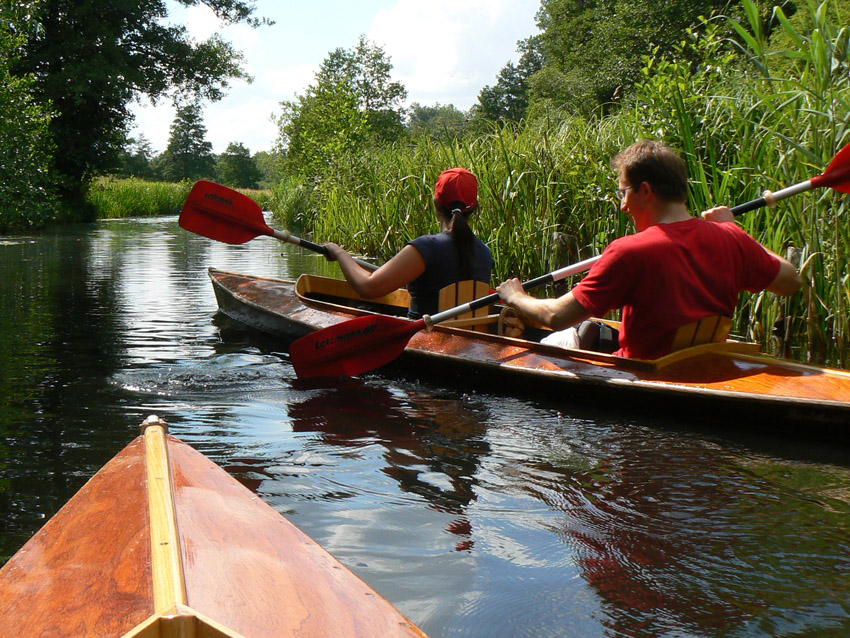
قایق پارویی، کایاک، پارو زدن در اشپری‌والد

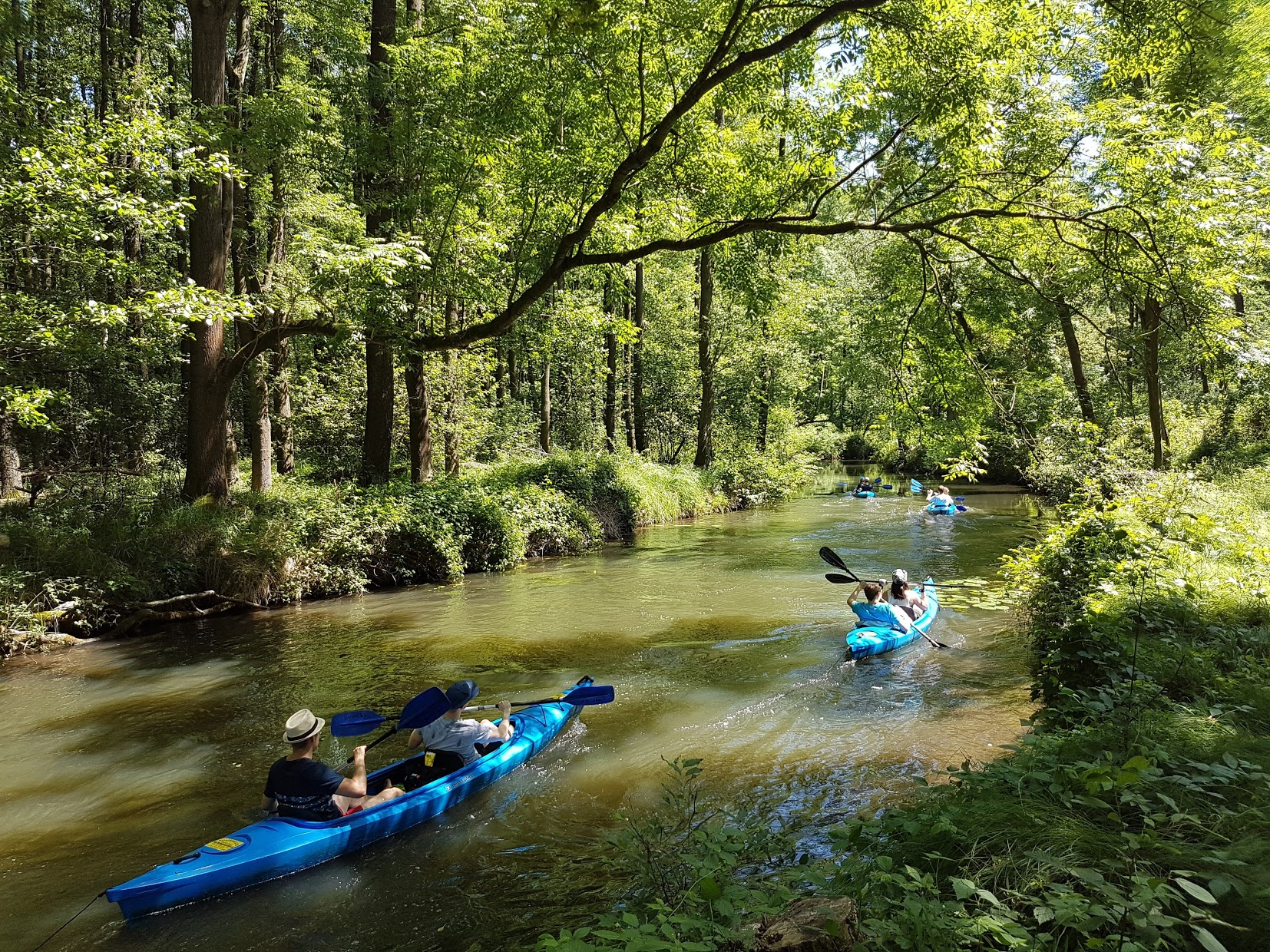
کانال در " هوچوالد " اسپریوالد در بورگ

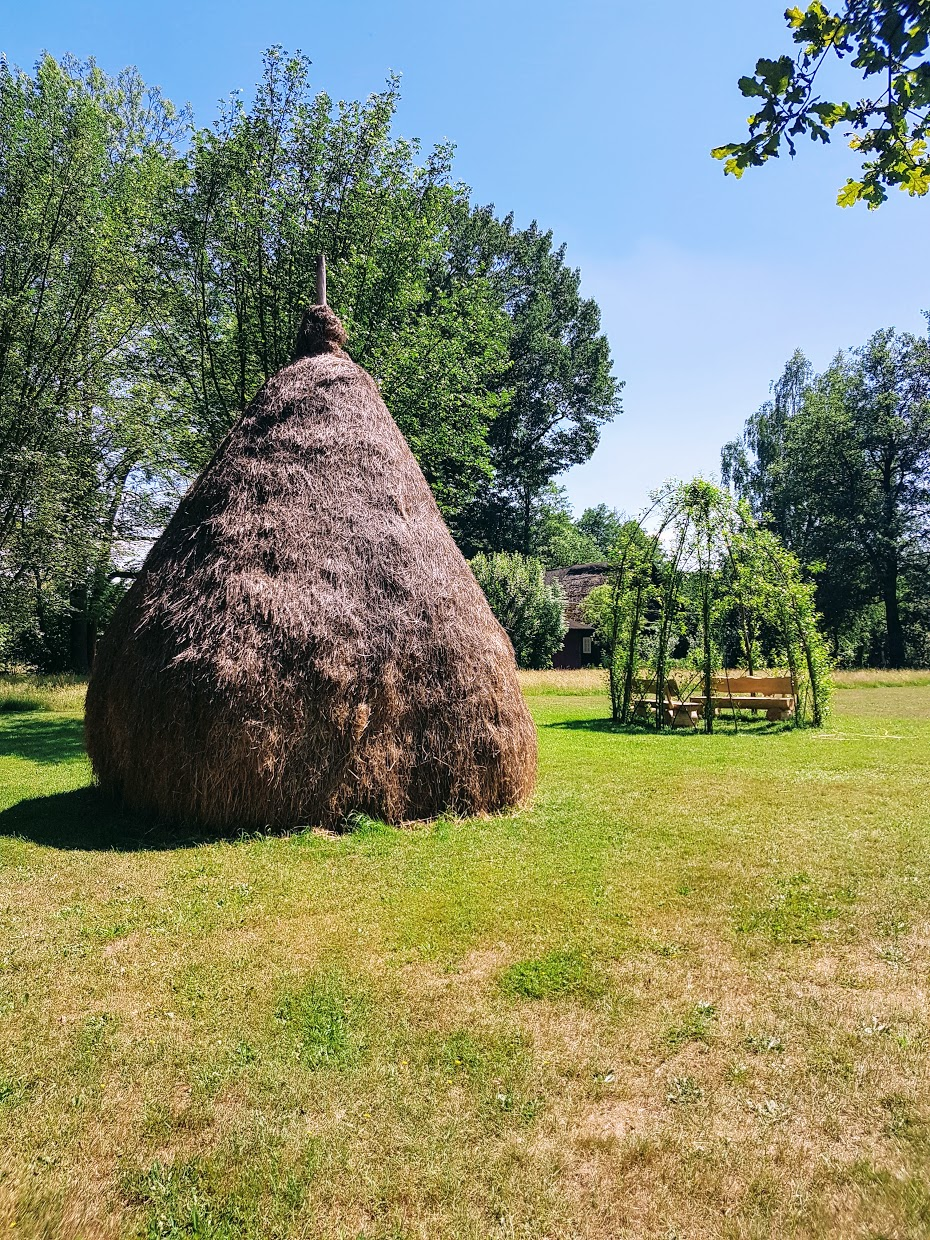
انبار کاه در اشپری‌والد، همچنین به نام "stog".

جنگل اشپری (انگلیسی: Spree Forest) (آلمانی:Spreewald)یکی از شناخته شده‌ترین و محبوب‌ترین مناطق گردشگری در ایالت براندنبورگ آلمان است.
جنگل اشپری یک منطقه هموار و پست وسیع با چشم‌انداز فرهنگی و تاریخی در جنوب شرقی ایالت براندنبورگ در آلمان است. ویژگی اصلی انشعاب طبیعی مسیر شپری است که به‌طور قابل توجهی توسط کانال‌ها گسترش یافته‌ است. به عنوان یک دشت سیلابی و مناظر خلاش، جزو منابع طبیعی ملی آلمان است و به عنوان ذخیره گاه زیست کره محافظت می‌شود. اشپری‌والد به عنوان یک چشم‌انداز فرهنگی توسط مردمان سورب شکل گرفته است. این منطقه یکی از شناخته شده‌ترین و محبوب‌ترین گردشگری در ایالت براندنبورگ است. در مجموع ۲۲۲٫۸ کیلومتر در اشپری‌والد پایین و ۴۵٫۴ کیلومتر در بالای اشپری‌والد به عنوان مسیر آبراه‌های دولتی طبقه‌بندی می‌شوند.

## جغرافیا

### طرح کلی

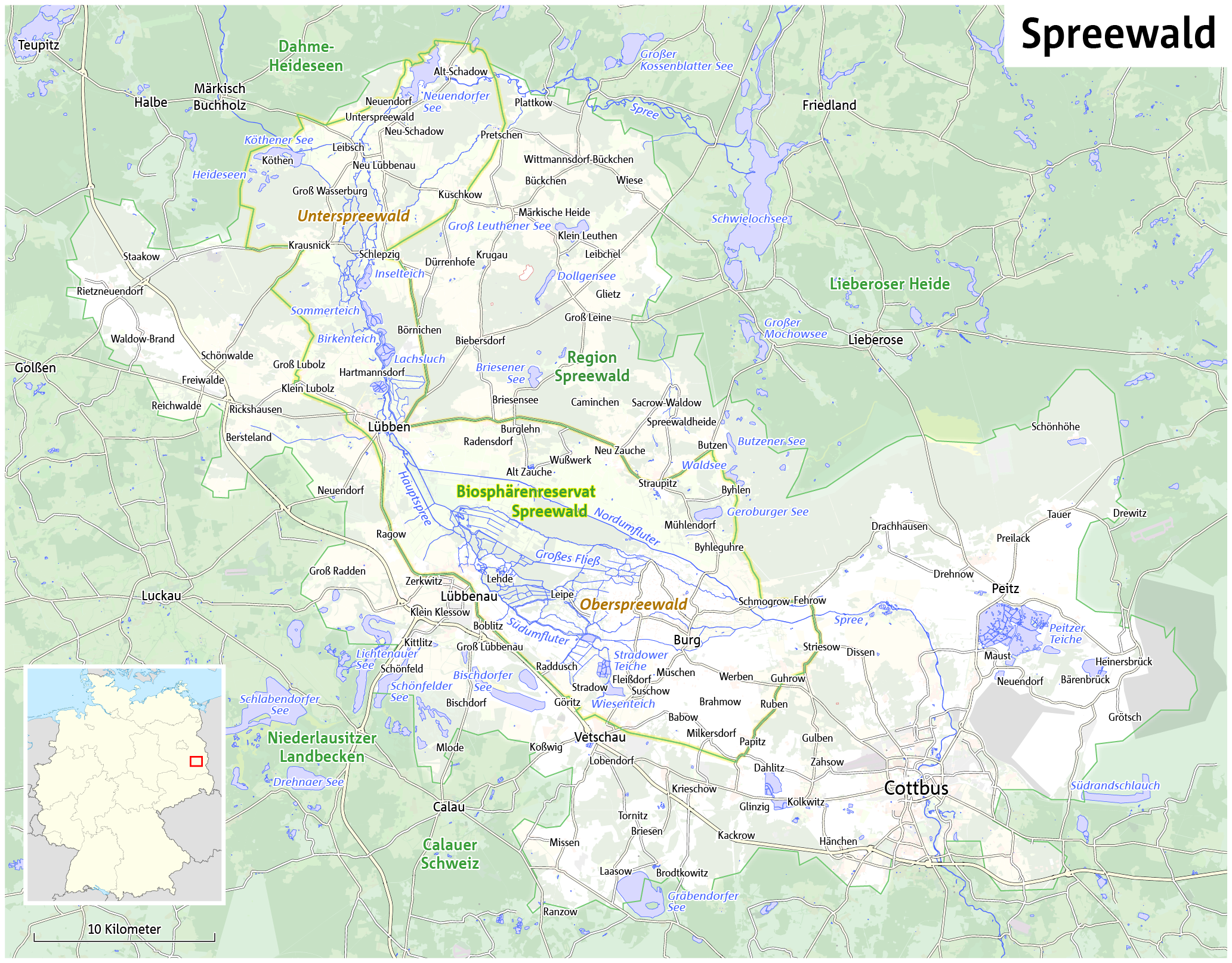
نقشه اشپری‌والد

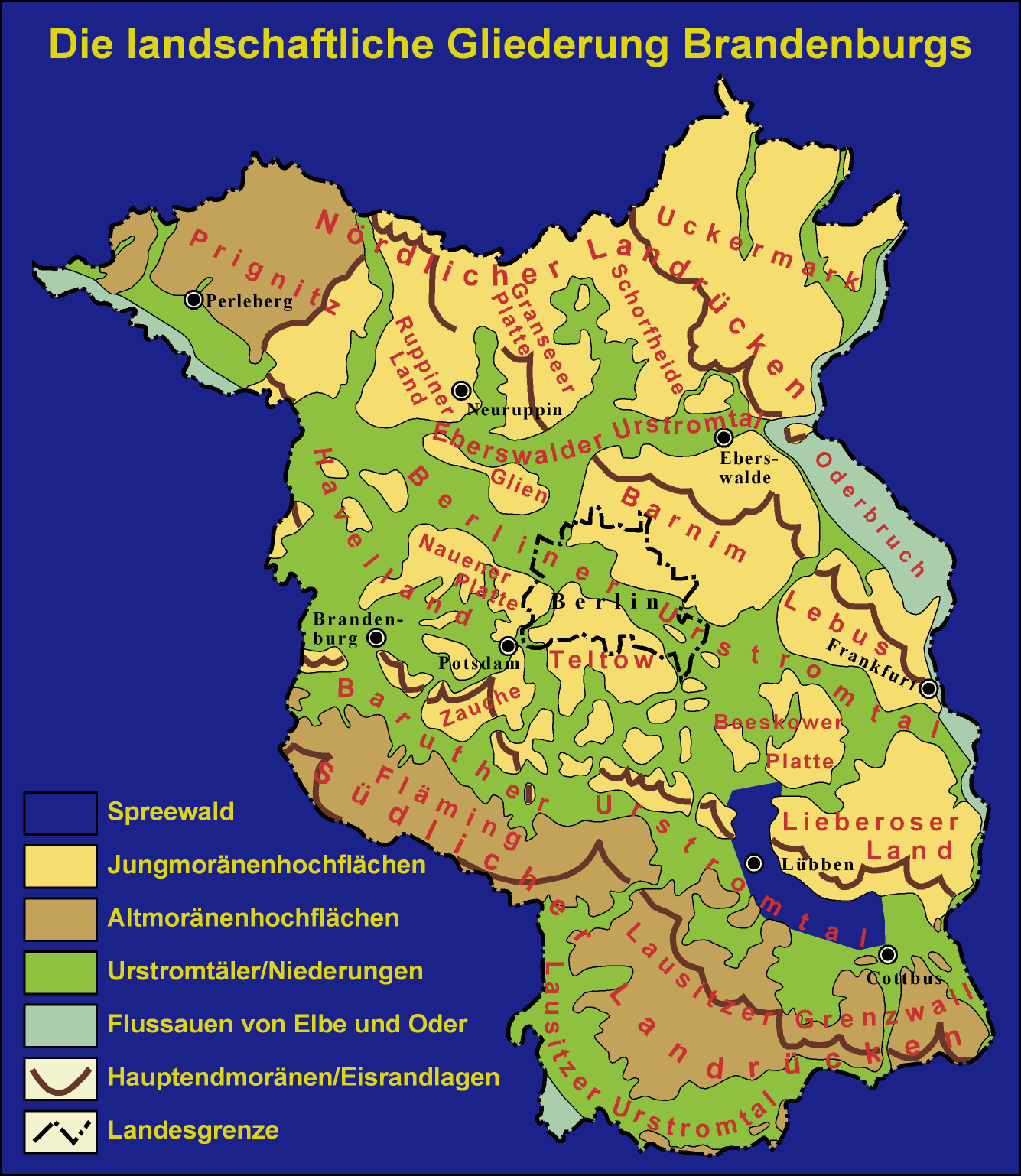
محل اشپری‌والد (با رنگ آبی مشخص شده) در براندنبورگ

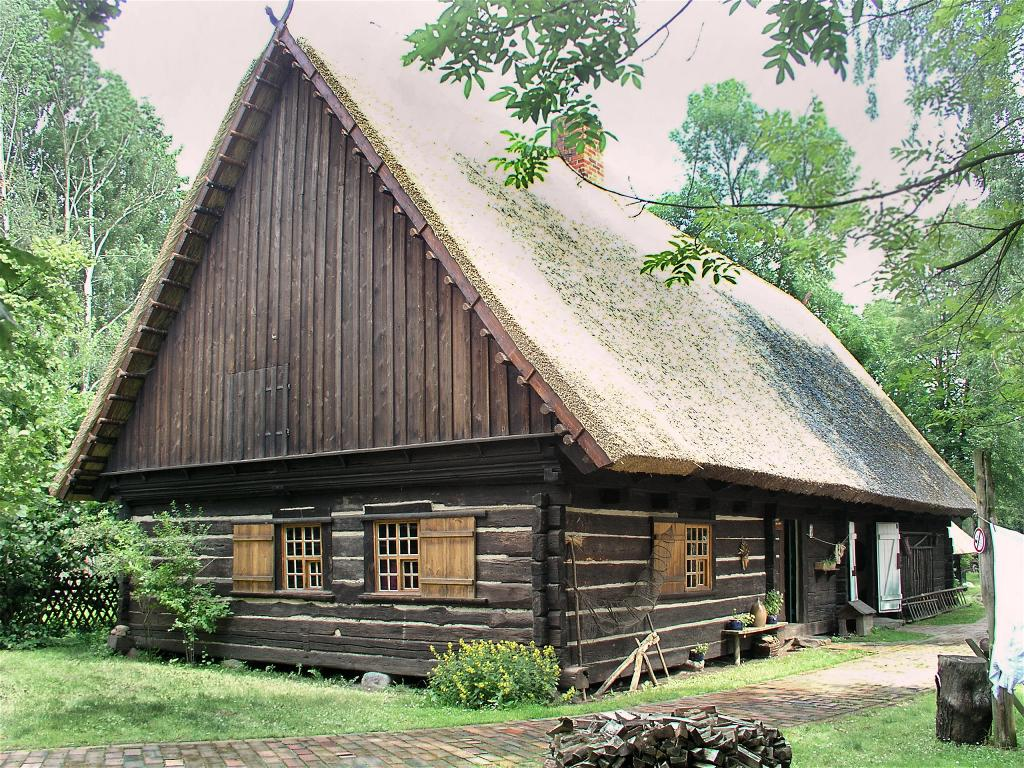
خانه تاریخی اشپری‌والد در لیده

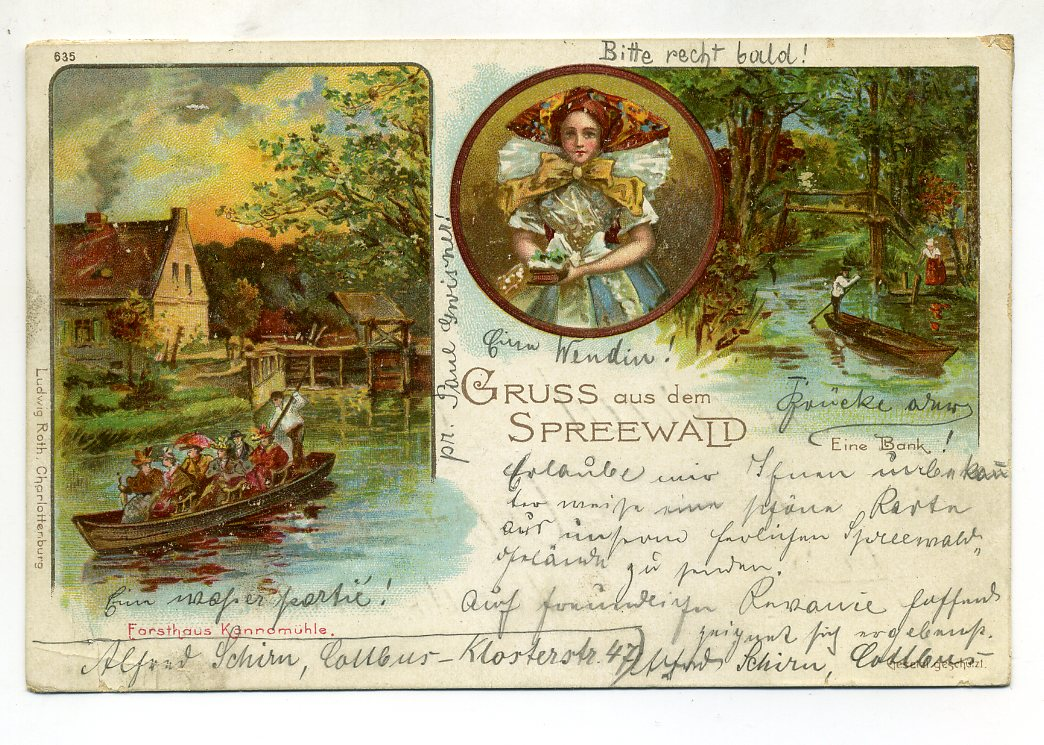
درود از اشپری‌والد. کارت پستال از ۱۸۹۹

اشپری‌والد در نواحی اشپری-نایسه، دامه-اشپریوالد -اشپری‌والد و اوبرشپریوالد-لاوزیتس واقع شده‌ است. اشپری‌والد به دو بخش جنوبی و بزرگ‌تر اوبراسپریوالد و شمالی، آنترسپیوالد کوچک‌تر تقسیم می‌شوند. بین دو قسمت چشم‌انداز، اشپری در فاصله کوتاهی در شهر لوبن متحد می‌شود.

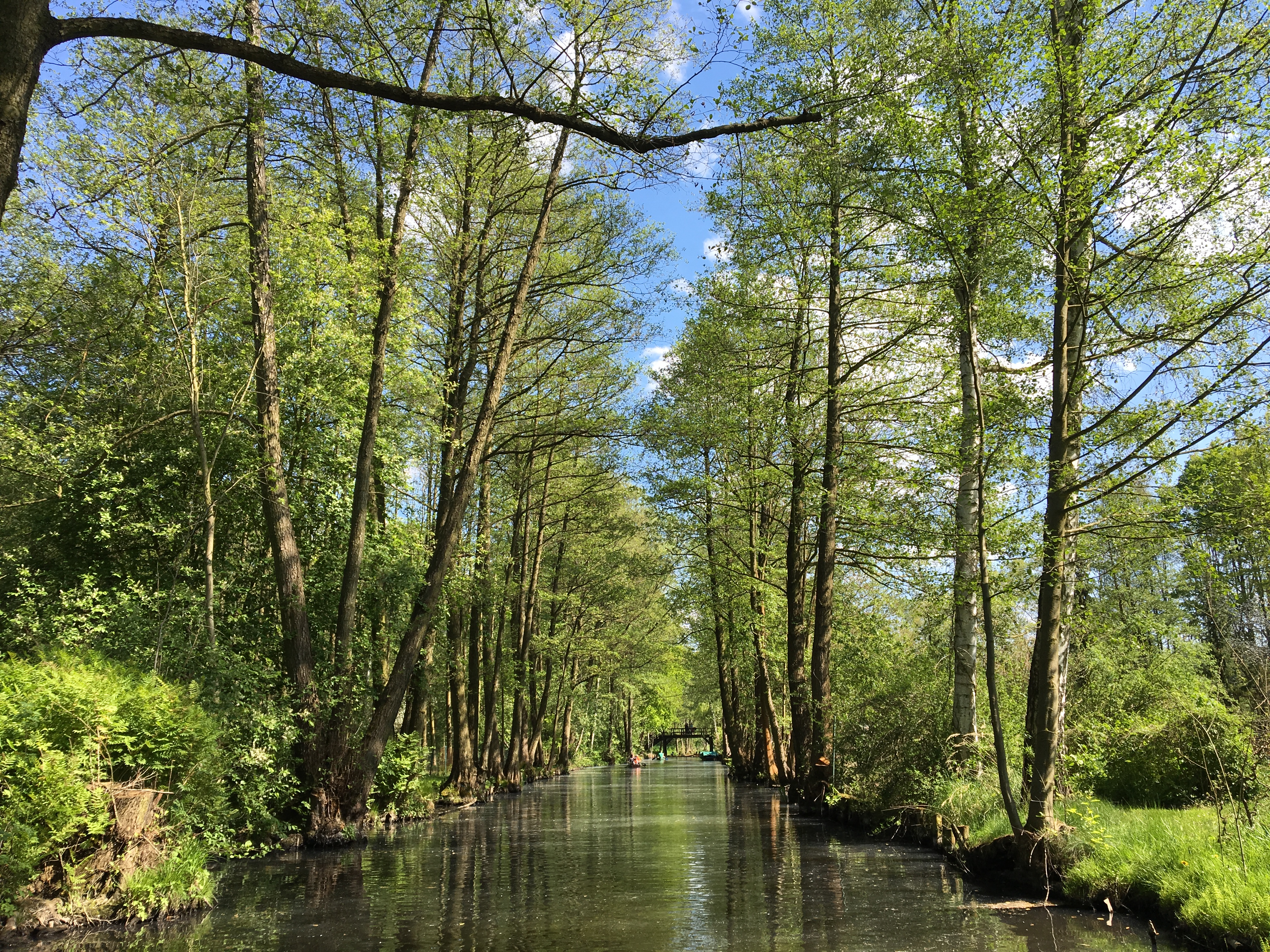
کانالی در جنگل اسپری

مرز جنوبی اسپروالد Lausitzer Grenzwall است که به تدریج از اشپری‌والد به ارتفاعات اصلی در جنوب، بالاتر می‌رود. در شمال، انتقال به خشکی لیبروسر هاید یک چشم‌انداز خاص را تشکیل می‌دهد. مرزهای شرقی و غربی اوبر اشپری‌والد تا حدودی مبهم است، زیرا دره یخچالی باروس در آنجا ادامه دارد. معدن روباز کوتبوسنورد اکنون مرز شرقی را به صورت مصنوعی تشکیل می‌دهد. در اشپری‌والد پایین، کوه‌های کراسنیکر در غرب و مارینبرگ در شرق نقاط اصلی را برای مرز تشکیل می‌دهند که از فاصه‌های دور قابل مشاهده است. برخلاف اوبراشپری‌والد، اونتراشپری‌والد کوچک‌تر به‌طور کامل زمین پست و کم ارتفاع را پر نمی‌کند و به قسمت غربی محدود می‌شود. به‌طور کلی، Neuendorfer See مرز شمالی اشپری‌والد در نظر گرفته می‌شود. با این حال، انشعاب رودخانه تنها در چند کیلومتری شرق با تلاقی پریتشنر اشپری، و اشپری اصلی به پایان می‌رسد.

### زمین‌شناسی و ژئومورفولوژی
مانند تمام براندنبورگ، چشم‌انداز این منطقه در عصر یخبندان فعلی شکل گرفت. در حالی که ارتفاعات دیوار مرزی لوزاتیان به سمت جنوب توسط پیشروی‌های یخی در دوران ماقبل آخر تشکیل شد، عصر یخبندان سال، اسپریوالد و نواحی شمال در عصر یخبندان ویستولا و پس از آن شکل گرفتند؛ بنابراین اشپری‌والد به جنوبی‌ترین منطقه مورن جوان تعلق دارد. در حالی که اسپریوالد پایین هنوز به‌طور کامل توسط جوانترین یخ داخلی پوشیده شده بود، یخ در اسپریوالد بالا به حداکثر گسترش خود به سمت جنوب رسید. با این حال، این پیشروی تأثیر کمی داشت، به طوری که هیچ اثری روی سطح قابل مشاهده نیست. فقط در شمال، در Liebroser Heide و در کوه‌های Krausnicker، عناصر معمولی سری یخچال‌ها با مورن‌ها و ماسه‌های انتهایی یافت می‌شوند.
اوبراشپری‌والد به‌طور کامل در دره یخبندان باروس قرار دارد که آب مذاب یخ‌های داخلی را به سمت غرب تخلیه می‌کند. از سوی دیگر، لوور اشپری‌والد در یک دره یخبندان قرار دارد که زمانی ایجاد شد که آب مذاب از دره یخچالی باروس به سمت شمال خارج شد. شکاف در مورن ترمینال و موقعیت کم پشت زمین را دلیل این امر می‌دانند. هر دو دره یخبندان و دره شمال توسط ماسه‌های ضخیم ساخته شده‌اند. فقط در نزدیکی لیپه می‌توانید خاک رس جزیره‌ای از عصر یخبندان Saale را پیدا کنید. چشم‌انداز اشپری‌والد به دلیل قرار گرفتن در دره‌های یخبندان بسیار مسطح و تقریباً کاملاً صاف است. تنها چند تپه شنی که پس از خشک شدن آب مذاب از شن‌ها منفجر شده‌اند، از سطح اطراف لوبن و در اسپریوالد پایین بالاتر می‌روند. منطقه‌های کمی مرتفع و در نتیجه غیر باتلاق به عنوان کوپن نامیده می‌شود.
اشپری نسبتاً کوچک امروزی از میان دشت‌های وسیعی که توسط توسط ذوب آب بسیار بزرگی در جریان یخبندان ایجاد شده‌است، جریان می‌یابد؛ بنابراین گسترش آنها بسیار کم است. بین کوتبوس و دریاچه نویندورف (تقریباً ۷۰ کیلومتر) است.
در دوره هولوسن (آخریین دور زمین‌شناسی)، اشپری در ابتدا از منطقه اشپری‌والد فعلی به عنوان یک رودخانه پرپیچ و خم و نه به عنوان یک رودخانه منشعب شده بود، جریان داشت. تنها ظهور انشعاب مشخص مسیر رودخانه، که در اصطلاح فنی به عنوان رودخانه آناستوموز گویند، منجر به چشم‌انداز امروزی شده‌است. این امر با خلاش گسترده و تشکیل کلاک، همان‌طور که لوم دشت سیلابی در اشپری‌والد نامیده می‌شود، همراه بود. با این حال، علت دقیق و سن و قدمت انشعاب مسیر رودخانه در اشپری‌والد هنوز به اندازه کافی روشن نشده‌است.

### زمین‌شناسی
خاک‌های زیر تأثیر آبهای زیرزمینی (خاکهای هیدرومورفیک) و خاکهای پیت در اشپری‌والد غالب و بیشتر هستند. در مکان‌های کمی بالاتر و بدون سیل، گلی عمدتاً یافت می‌شود. اشکال انتقالی به خاک قهوه ای رایج است. در نواحی سیل‌زده شرقی اوبرسپریوالد وگن گسترده‌است، که با این حال، بیشتر انتقال به گلیبودن را نشان می‌دهد. انمورگلی و گلی باتلاقی در نواحی پست‌تر اما هنوز مرتفعی رخ نمی‌دهند. به خصوص در اوبرسپیوالد غربی و در آنترسپیوالد، لنگرها، در اینجا به عنوان فنس، گسترده هستند. آنها در فواصل طولانی با خاک‌های گلی و وگا که در بالا ذکر شد در هم تنیده می‌شوند. تقریباً تمام منطقه‌های مرتعی در اشپری‌والد به دلیل پایین آمدن سطح آب زیرزمینی، نشانه‌هایی از خاک نمایان می‌شود.

### اقلیم
مانند کل براندنبورگ، اشپری‌والد در ناحیه گذار بین آب و هوای اقیانوسی اروپای غربی و آب و هوای قاره‌ای اروپای شرقی قرار دارد. اشپری‌والد به دلیل موقعیت پایین خود در مقایسه با اطراف شمالی و جنوبی دارای ویژگی‌های آب و هوایی معمولی در منطقه‌های پست است که به ویژه در شرایط آب و هوایی تابشی مشهود است.
سردترین ماه در ایستگاه لوبن ژانویه با میانگین دمای ۰٫۷-درجه سانتی گراد است، گرم‌ترین جولای با حدود ۱۸٫۲ درجه سانتی گراد (دوره ۱۹۰۱–۱۹۵۰). میانگین سالانه ۸٫۵ درجه سانتی گراد است به دلیل موقعیت کم ارتفاع، منطقه اشپری‌والد مستعد یخبندان است، زیرا یک دریاچه هوای سرد می‌تواند در شرایط آب و هوایی تابشی تشکیل شود؛ بنابراین روزهای مه آلود در اشپری‌والد بسیار بیشتر از منطقه‌هایی اطراف آن است.
میانگین بارندگی سالانه در اشپری‌والد معمولاً کمتر از ۵۵۰ میلی‌متر است (ایستگاه گروس لوبولز ۵۲۱ میلی‌متر ۱۸۹۱–۱۹۳۰) با حداکثر تابستان و حداقل زمستان/بهار. با این حال، منطقه‌های مرتفع اطراف مجموعاً ۵۵۰ میلی‌متر بارندگی دارند فقط کمی مرطوب تر است. این دلایل از یک سو در تفاوت ارتفاع متوسط به صفحات بالاتر نهفته‌است. ارتفاعات بالای 100 m در منطقه اشپری‌والد استثنا هستند. کوه‌های کراسنیکر که در غرب ۱۴۴ متر ارتفاع، قرار دارند برای ایجاد یک سایه باران مؤثر بسیار کوچک هستند. علاوه بر این، دره یخبندان باروس، که اوبراشپری‌والد در آن قرار دارد، از غرب - شمال غربی به شرق - جنوب شرقی جهت‌گیری شده‌ است. این تقریباً با مسیر منطقه‌های بارندگی متعدد مطابقت دارد، به طوری که به سختی اثرات سایه باران وجود دارد.

### آب‌شناسی
بسیاری از رودخانه‌های طبیعی در منطقه اشپری و کانال‌های مصنوعی بیش تر از ۹۷۰ کیلومتر طول دارند.

## شهرک‌ها

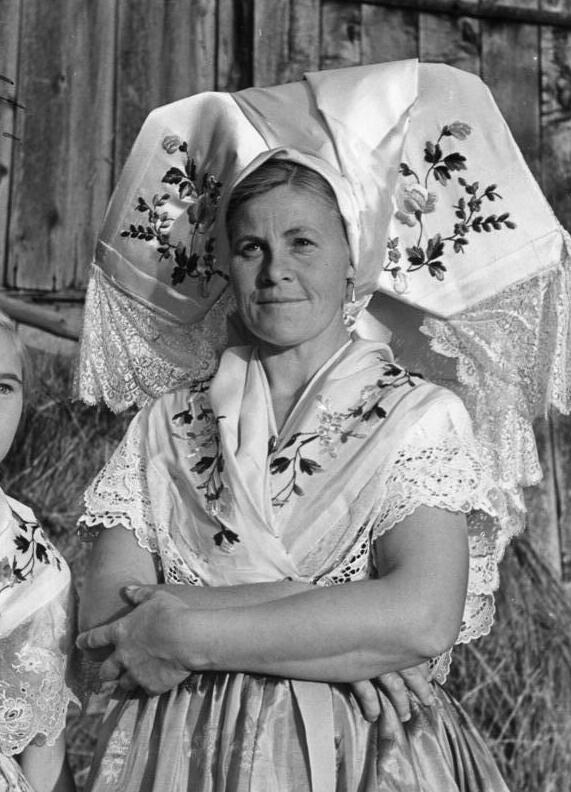
لباس Wendish اشپری‌والد، حدود ۱۹۴۸

مساحت کل: ۳۱۷۳ کیلومتر مربع که تقریباً ۲۸۰۰ کیلومتر مربع آن در منطقه‌های روستایی است.
جمعیت: تقریباً ۲۸۵۰۰۰ نفر که از این تعداد تقریباً ۱۰۳۰۰۰ نفر در منطقه‌های روستایی هستند.
تراکم جمعیت: ۸۴٫۹ نفر در کیلومتر مربع، که تراکم جمعیت در منطقه‌های روستایی تقریباً ۳۷ نفر در کیلومتر مربع است.
- اآلت تساوخه-ووسورک
- بابو (شهرداری کلکویتس)
- قلعه (اسپریوالد)
- بیهلگوره-بیهلن
- لوبن (اسپریوالد)
- لوبناو
  - وای
  - لیپه
  - بابلیتز
- نیو زاوچه
- دوش دوچرخه
- استراوپیتز (اسپریوالد)
- درهم و برهم
- فتشاو

## ویژگی‌های منطقه ای در تحویل پستی

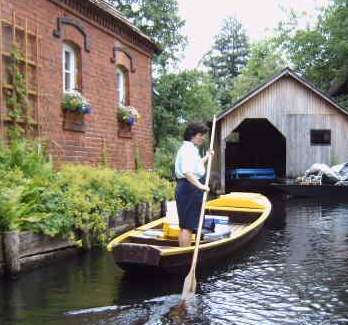
ارسال پستی از طریق آب در لیده

از آوریل تا اکتبر، پست از طریق آب از Lübbenau به منطقه لیده تحویل داده می‌شود. در اینجا، تحویل‌دهندگان پست از یک بارج (قایق) پستی زرد رنگ بدون موتور بیرونی استفاده می‌کنند که توسط یک بسته به امتداد هل داده می‌شود. بسته یک چوب خاکستر به طول بیش از چهار متر است که شبیه یک پارو بسیار باریک است. از آنجایی که همیشه این خطر در هنگام ضربه زدن وجود دارد که بسته گیر کرده و پاره و آسیب ببینند، حداقل یک بسته یدکی در هر قایق وجود دارد.

## منطقه اقتصادی
اشپری‌والد در سراسر آلمان به عنوان یک مقصد گردشگری و برای تولید محصولات طبیعی بیولوژیکی شناخته شده‌ است؛ بنابراین مرزبندی توریستی و اقتصادی اسپریوالد بسیار دشوارتر از مرزبندی جغرافیایی است. به دلیل محبوبیت و مزایای مرتبط با آن، مرزهای منطقه توریستی یا اقتصادی اشپری‌والد به‌طور فزاینده‌ای از منطقه طبیعی اشپری‌والد واقعی دور می‌شوند. منطقه اقتصادی اشپری‌والد، که به شکل قابل توجهی بزرگتر از اشپری‌والد واقعی و روی نقشه است، در درجه اول برای صنایع غذایی با استفاده منطقه ای ایجاد شده‌ است. این منطقه اقتصادی به عنوان یک نشانه جغرافیایی در اتحادیه اروپا محافظت می‌شود. قبل از اینکه این منطقه تحت حفاظت قرار گیرد، چندین اختلاف حقوقی در مورد نام اشپری‌والد روی مواد غذایی وجود داشت. جنگ به اصطلاح خیار به شهرت خاصی دست یافت.

## سفرهای توریستی با قایق
سفرهای قایق‌رانی اشپری‌والد گردشگری بسیار در این منطقه رواج دارد. از لوبناو (بندر قایق بزرگ، بندر قایق کوچک)، لوبن (اشپریوالد)، شلپتسیگ، شتراوپیتس، بورگ (شپریوالد)، لیده، Raddusch و نوی تساوخه زوشه. در سال ۱۹۳۳، ۶۱۰۰۰ بازدیدکننده با قایق‌سوار شدند. در حدود سال ۱۹۵۰، ۴۰۰۰۰۰ مسافر شمارش شد. تا سال ۱۹۷۵ این تعداد به ۱٫۵ میلیون نفر افزایش یافت. تعداد مسافران، ۲۰٪ از خارج از کشور در آن زمان، افزایش یافت. در اواسط دهه ۱۹۸۰، این تعداد به بالاترین حد خود یعنی حدود سه میلیون مسافر در سال رسید و تا سال ۲۰۱۸ تقریباً یک میلیون نفر بود.

## حفاظت و به خطر افتادن محیط زیست

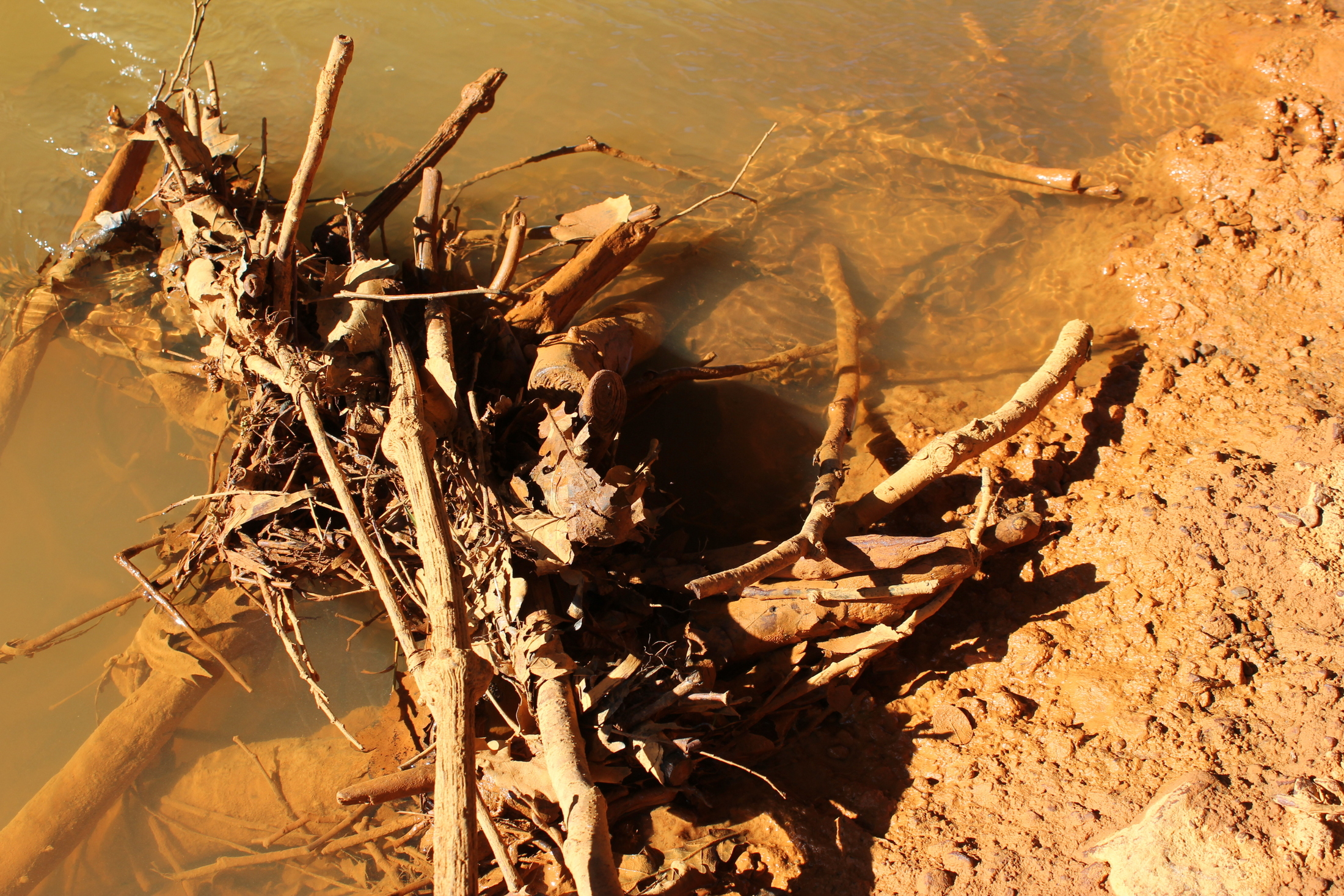
شپری در اسپرمبرگ بالای اسپریوالد با اخرای آهنی آلوده شده بود

حدود ۱۸۰۰۰ گونه جانوری و گیاهی در این منطقه وجود دارد. در سال ۱۹۹۱ اشپری‌والد توسط سازمان یونسکو به عنوان ذخیره گاه زیست کره به رسمیت شناخته شد.
تاکنون در این منطقه، ۸۳۰ گونه پروانه، ۱۱۳ صدف و حلزون و ۱۸ دوزیست و خزنده در این منطقه شناسایی شده‌ است. تاکنون ۴۸ گونه سنجاقک، ۳۶ گونه ماهی، ۴۵ گونه پستاندار و ۱۳۸ گونه پرنده مولد سرشماری شده است. این تنوع را می‌توان به انواع بیوتوپ‌های متعدد موجود در ذخیره‌گاه زیست کره ردیابی کرد. اینها شامل جوامع مختلف جنگلی است که در آنها لک لک‌های سیاه و عقاب‌های دم سفید مکان‌های لانه سازی را پیدا می‌کنند. گونه‌های چشم‌انداز باز در مرتع‌ها و مزرعه‌ها، درختان بید و درختان میوه پراکنده می‌شوند. که شامل باتلاق‌ها و آبزیان مانند پاشلک معمولی و فرفری هستند. این همچنین شامل هدهد است که دوست دارد در حفره درختان قدیمی لانه کند و پرنده معمولی پرورش یافته در این منطقه، لک لک سفید است.
اشپری‌والد به ویژه توسط آلاینده‌های منطقه استخراج زغال سنگ در لوساتین در معرض خطر است. با شستن هیدروکسید آهن از معادن روباز، روزانه چندین تن لجن اخرای آهن قهوه ای به اسپری و دیگر آب‌ها وارد می‌شود و به آرامی جانوران و گیاهان رودخانه را مسموم می‌کند. سولفات‌ها نیز در این آلاینده‌ها، وجود دارد. رودخانه‌هایی مانند وردریتز که قبلاً مرده و خشک شده در نظر گرفته می‌شود، به ویژه تحت تأثیر قرار می‌گیرند.

## ادبیات (نوشتار مربوط به این منطقه)
- Burger und Lübbenauer اشپری‌والد
- Burger und Lübbenauer اشپری‌والد
- M. Horn, R. Kühner و R. Thiele: پاکسازی "Merzdorf extensions" در معدن روباز Cottbus-Nord و ارتباط آن با وسعت یخ Vistula در جنوب شرقی براندنبورگ. در: مشارکت‌های زمین‌شناسی براندنبورگ. جلد ۱/۲، Kleinmachnow 2005، pp. 37-44.
- O. Juschus: کشور مورن جوان در جنوب برلین. مطالعات بر روی توسعه چشم‌انداز کواترنر اولیه بین اونتراشپری‌والد و Nuthe. در: آثار جغرافیایی برلین. جلد ۹۵، برلین ۲۰۰۳، ISBN 3-9806807-2-X.
- Anja Pohontsch, Mirko Pohontsch, Rafael Ledschbor, Guido Erbrich: جایی که پادشاه Wend گنجینه‌های خود را پنهان کرد - در راه در Lusatia سفلی سوربی. Domowina Verlag, Bautzen 2011, ISBN 978-3-7420-1985-1.
- جو لودمان: اسپریوالد . یک راهنمای سفر دوم، تجدید نظر شده نسخه قلب سبز، Ilmenau 2011، ISBN 978-3-929993-92-9.
- کرستین و آندره میکلیتزا: اسپریوالد - در مسیر بین بورگ، لوبنائو، لوبن و شلپزیگ. ۵. نسخه Trescher Verlag، برلین ۲۰۱۹، ISBN 978-3-89794-485-5.

## لینک‌های وب
- „Spreewald“ در کرلی سابق
- پورتال منطقه ای اشپری‌والد
- در مورد ظهور اونتراشپری‌والد
- نمایه [۹]

## مراجع فردی (پاورقی)
1. ↑  بایگانی‌شده  در [تاریخ ناموجود] توسط mwe.brandenburg.de [خطا: نشانی ناشناختهٔ بایگانی]
2. ↑  "Bundes- und Landeswasserstraßen 2015 im Land Brandenburg". brandenburg.de. Retrieved 2020-08-28. بایگانی‌شده  در ۲۰۲۰-۱۰-۲۱ توسط Wayback Machine «نسخه آرشیو شده». بایگانی‌شده از اصلی در ۲۱ اكتبر ۲۰۲۰. دریافت‌شده در ۲۱ فوریه ۲۰۲۲. تاریخ وارد شده در |archive-date= را بررسی کنید (کمک)
3. ↑  Zur Flussgeschichte der Spree
4. ↑  Information zu den Bodengesellschaften gibt es auf den Internetseiten des Landesamtes für Bergbau, Geologie und Rohstoffe des Landes Brandenburg online
5. ↑  Daten aus M. Hendl: Das Klima. In: H. Bramer, M. Hendl, J. Marcinek, B. Nitz, K. Ruchholz, S. Sloboda: Physische Geographie Mecklenburg-Vorpommern, Brandenburg, Sachsen-Anhalt, Sachsen, Thüringen. Gotha 1991, ISBN 3-7301-0885-9.
6. ↑  "Die Post kommt übers Wasser". Die Welt. 2007-04-16. Retrieved 2015-05-30.
7. ↑  بایگانی‌شده  در [تاریخ ناموجود] توسط spreewaldhof.de [خطا: نشانی ناشناختهٔ بایگانی] im ehemaligen Webauftritt einer in Golßen beheimateten Firma
8. ↑   Drohende Ökokatastrophe im Spreewald: Noteinsatz gegen die braune Brühe. In: Spiegel Online. 10. April 2013. Abgerufen am 10. April 2013.
9. ↑  Landscape fact file 83001 Spreewald by the Federal Agency for Nature Conservation